# Barrière du Trône
Pour les articles homonymes, voir Trône (homonymie).
La barrière du Trône, ou barrière de Vincennes, était une barrière d'octroi de l'enceinte des Fermiers généraux.

## Situation
Cette barrière était installée sur l'actuelle avenue du Trône à proximité de la place de la Nation, ancienne place du Trône. Elle devait faciliter la perception des taxes sur les marchandises entrant dans la capitale,. Cette barrière, avec celle de l'Étoile, célébrait une entrée royale et est pour cette raison ornée de deux colonnes monumentales,.

## Origine du nom
Elle doit son nom à son emplacement sur l'ancienne place du Trône.

## Historique

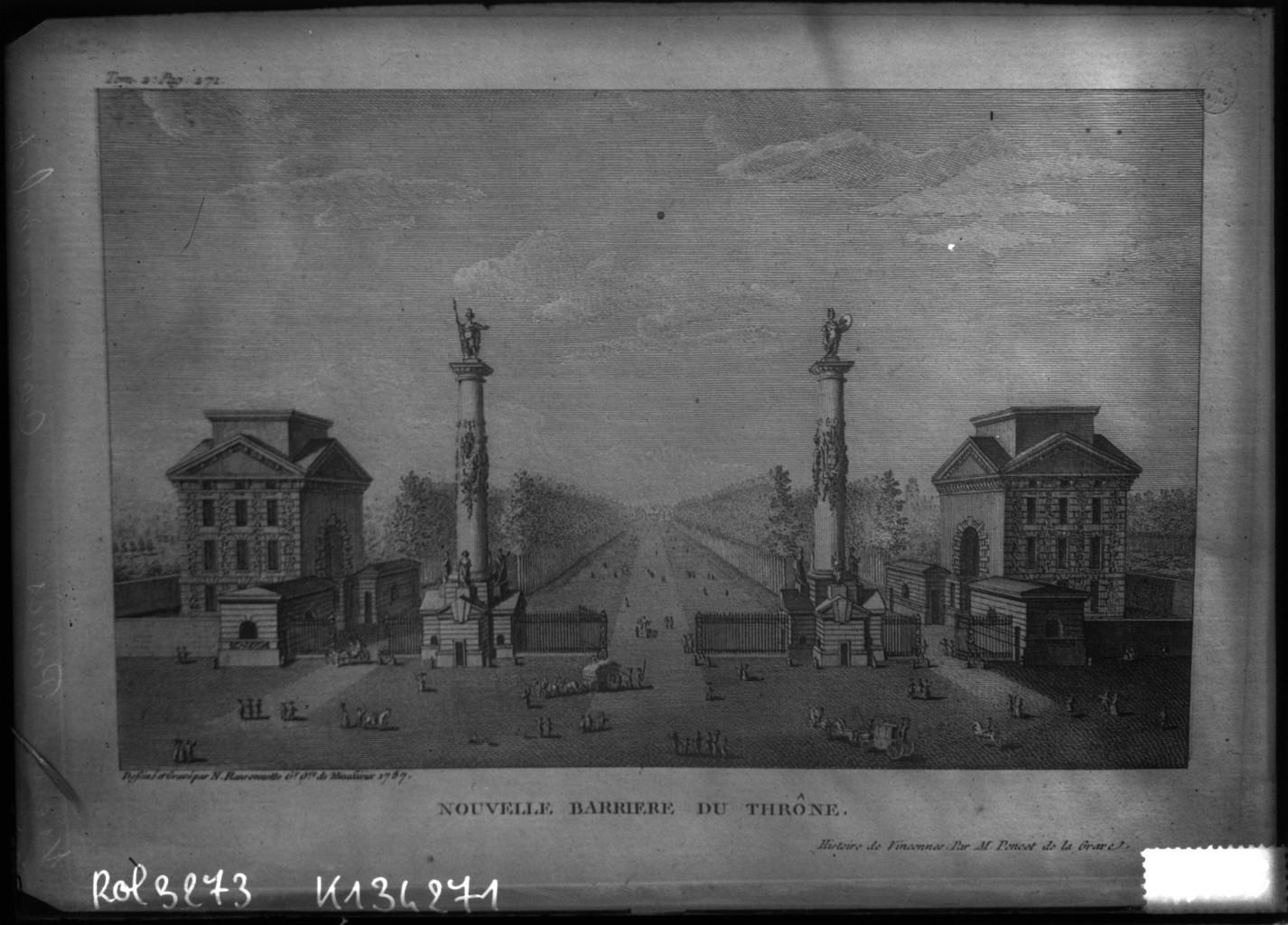
Nouvelle barrière du Trône, gravure de 1787, au musée Carnavalet.

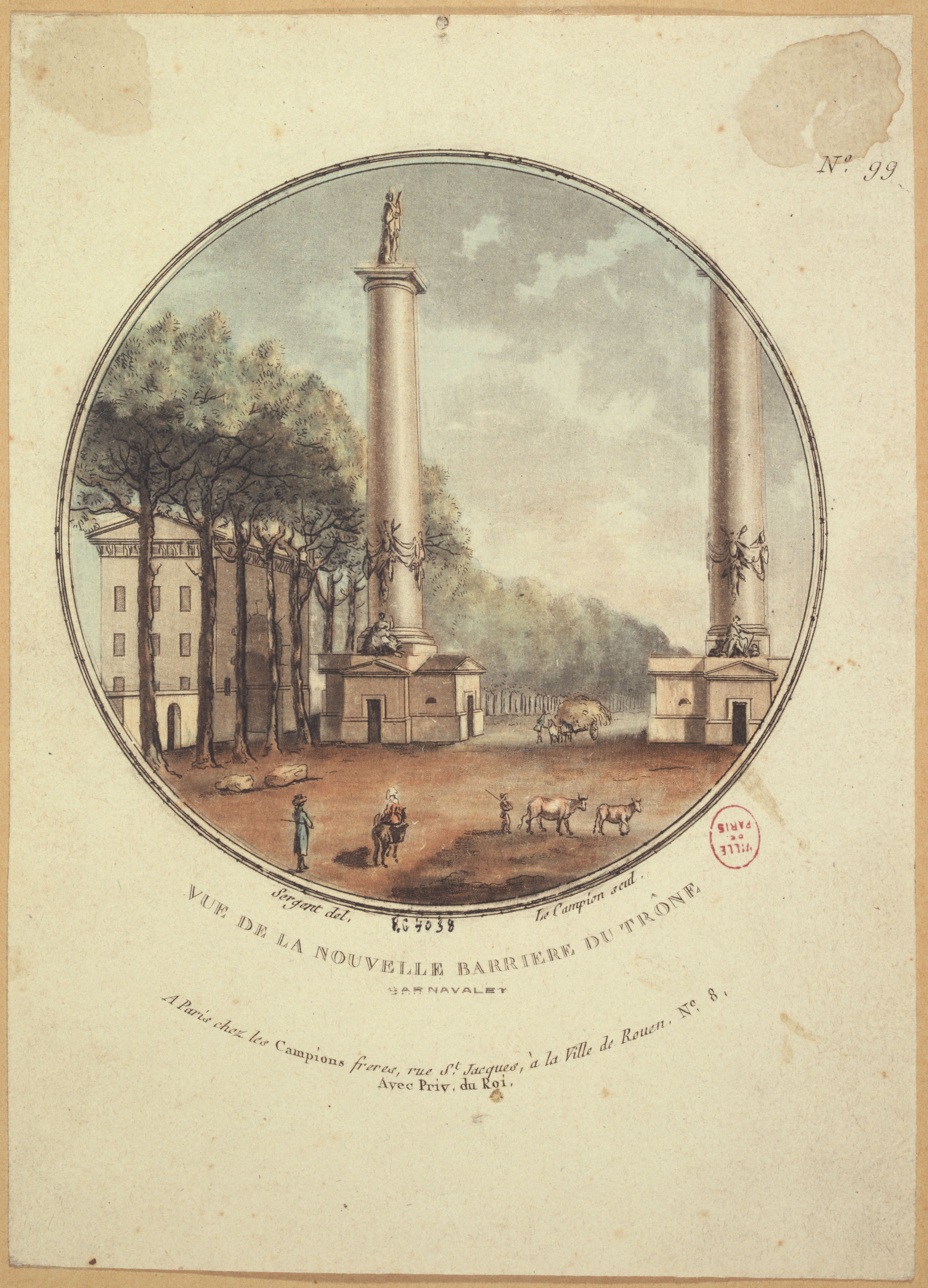
Vue de la nouvelle barrière du Trône, gravure de Sergent-Marceau, avant 1789, au musée Carnavalet.

Construite en 1787 sur les plans de l'architecte Claude-Nicolas Ledoux, elle comportait deux guérites encadrant une grille d'environ 60 mètres et servant de piédestal à deux colonnes de 28 mètres de haut. À l'est, deux pavillons identiques abritaient les bureaux et logements des commis de l'octroi.
Entre le 13 juin et le 28 juillet 1794 y fut installée la guillotine, les corps des 1 306 victimes étant expédiés vers des fosses improvisées qui ont devancé la création du cimetière de Picpus.
Le 30 mars 1814, lors de la bataille de Paris, les élèves de l'École polytechnique s'illustrent à la barrière du Trône avec une batterie de 28 pièces d'artillerie, pour défendre Paris contre les troupes russes, prussiennes et autrichiennes de la Sixième Coalition. En 1914, pour le centenaire de leur fait d'armes, cet épisode est commémoré par la statue du Conscrit de 1814, sculptée par Corneille Theunissen et placée dans la cour de l'école.
En 1845, les colonnes furent surmontées de deux statues de 3,8 mètres de hauteur : Philippe Auguste sculpté par Auguste Dumont au sud (12e arrondissement) et Saint Louis par Antoine Étex au nord (11e arrondissement).
La barrière a été photographiée par Hippolyte Bayard en 1849, et par Eugène Atget en 1903 ou 1904.

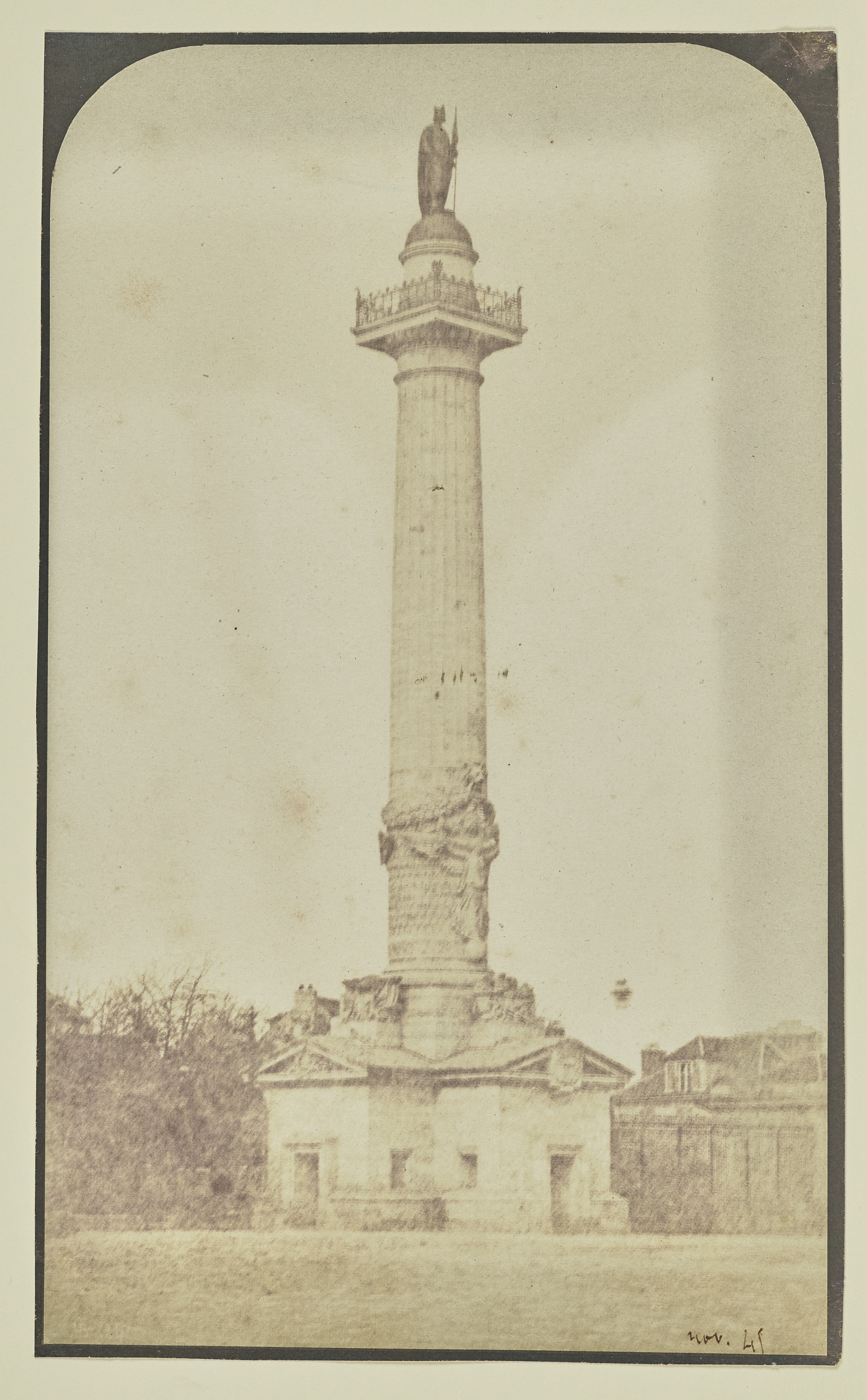
Colonne de la barrière du Trône, Paris, Hippolyte Bayard.
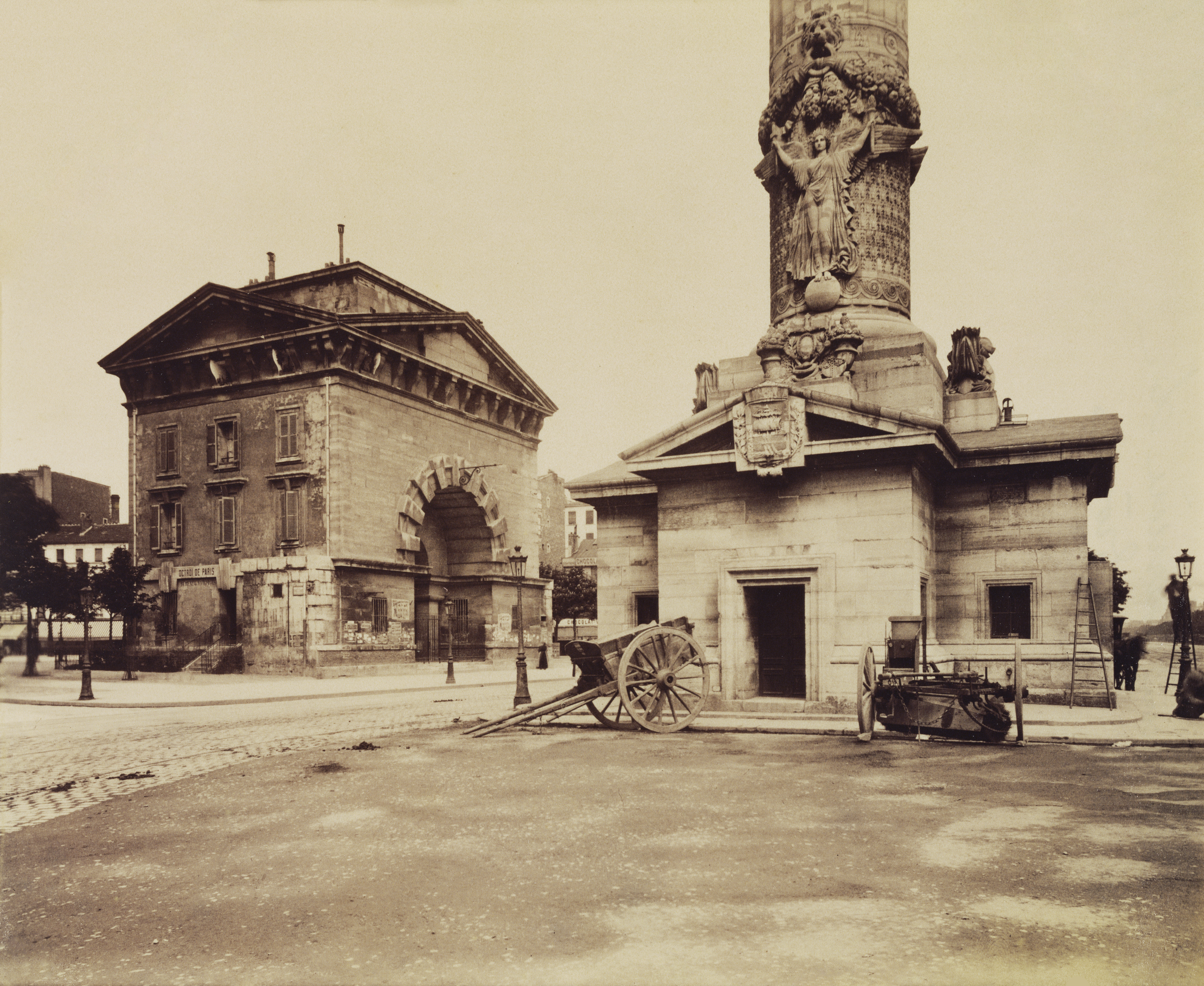
Ancienne Barrière du Trône, Eugène Atget.

La barrière fait l'objet d'un classement au titre des monuments historiques depuis le 24 avril 1907.
Les pavillons et les colonnes existent toujours sur l'avenue du Trône. Ils marquent l'accès au cours de Vincennes, à l'est de la place de la Nation. En 2002, un important degré de dégradation des colonnes est constaté par les architectes des monuments historiques qui décident de la réalisation de travaux importants qui seront menés à bien de juillet 2008 à juillet 2010, avec la dépose des statues de bronze et leur rénovation, et surtout le renouvellement d'un grand nombre de pierres porteuses de la partie basse du fût des deux colonnes qui présentaient un effritement avancé,.
Depuis 1993, les pavillons abritent des logements sociaux gérés par Paris Habitat. Les façades et toitures des pavillons d'octroi ont été restaurées en 2016.

Les colonnes
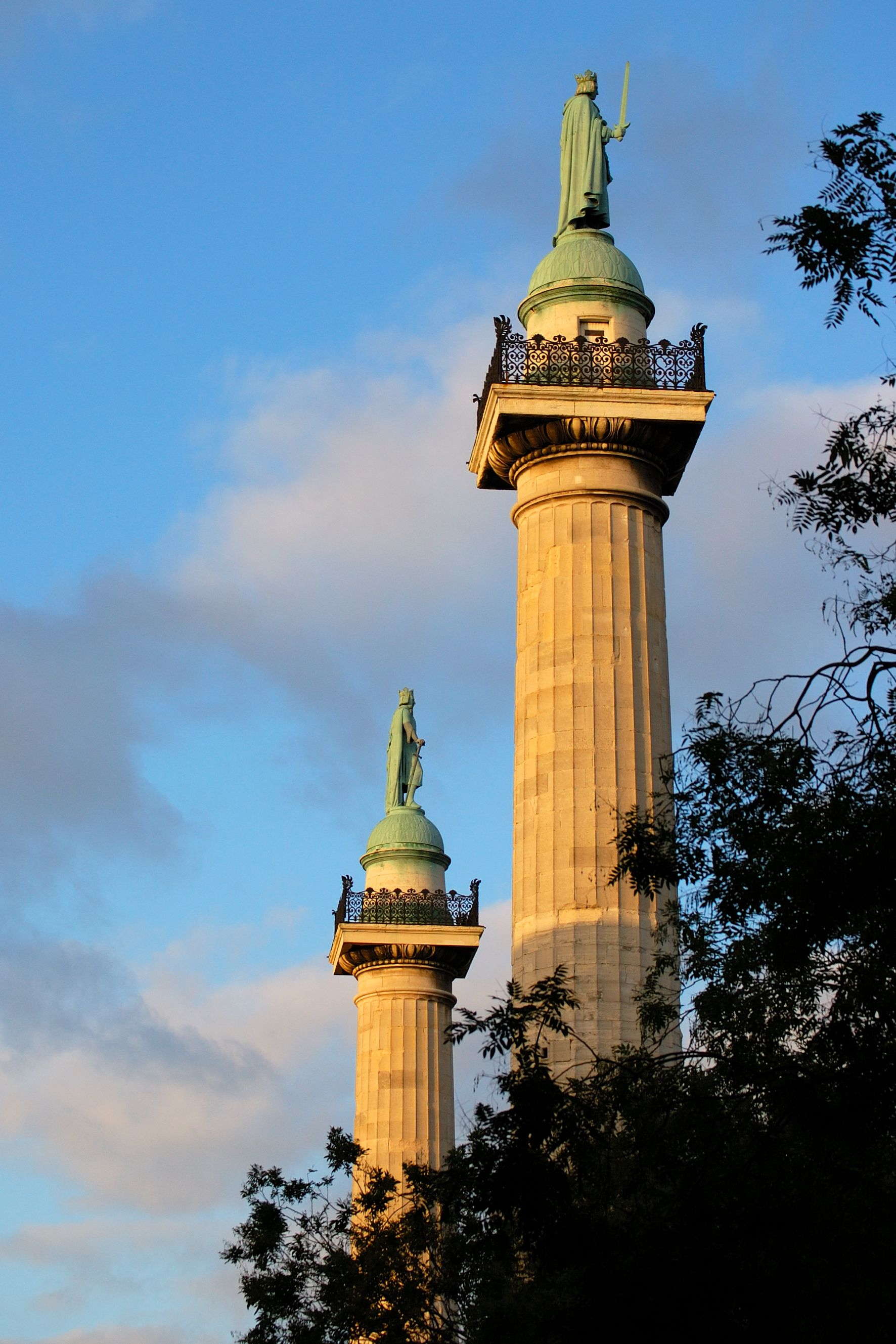
Les deux colonnes et leurs statues.
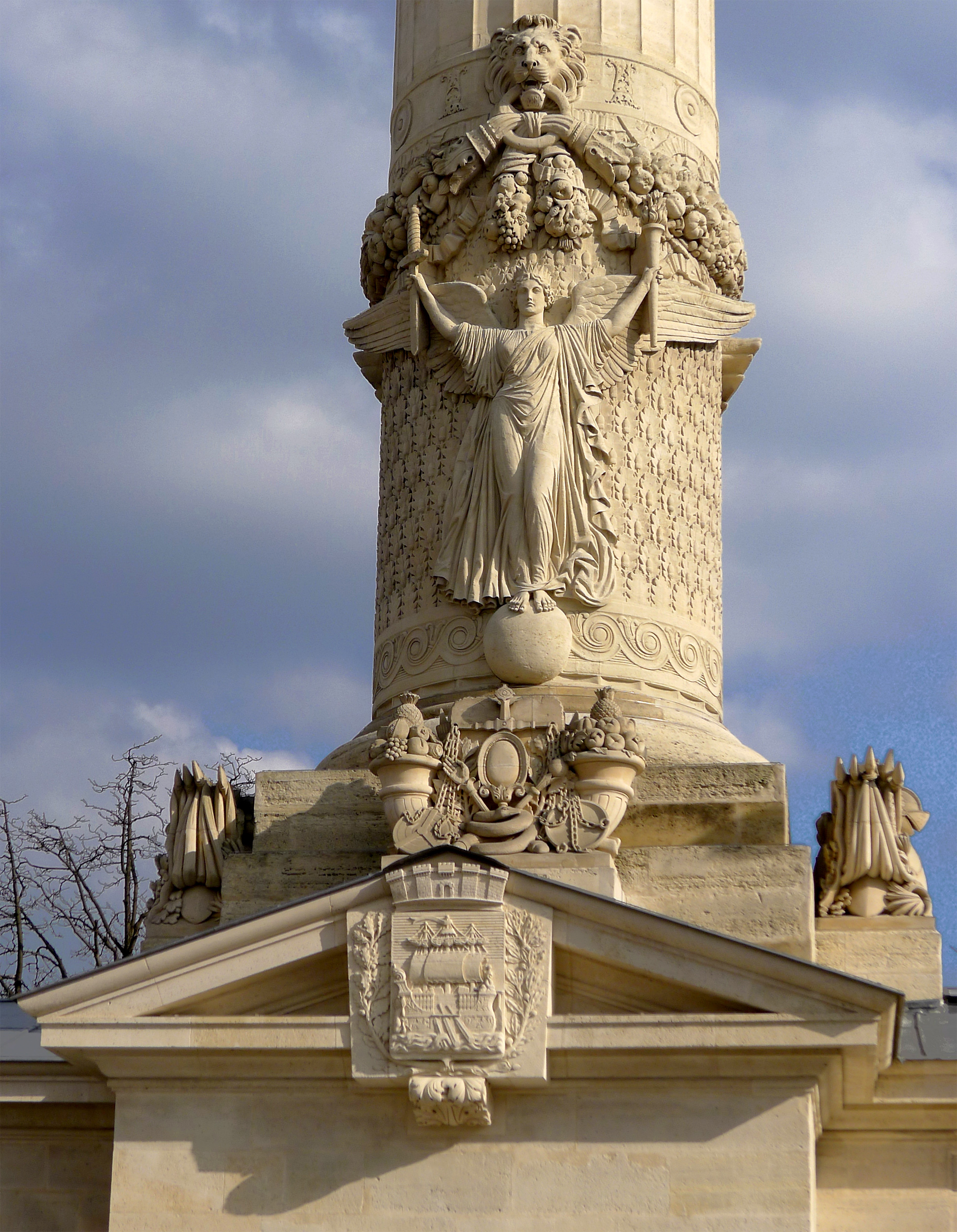
Décoration de la base d'une colonne.

Les pavillons
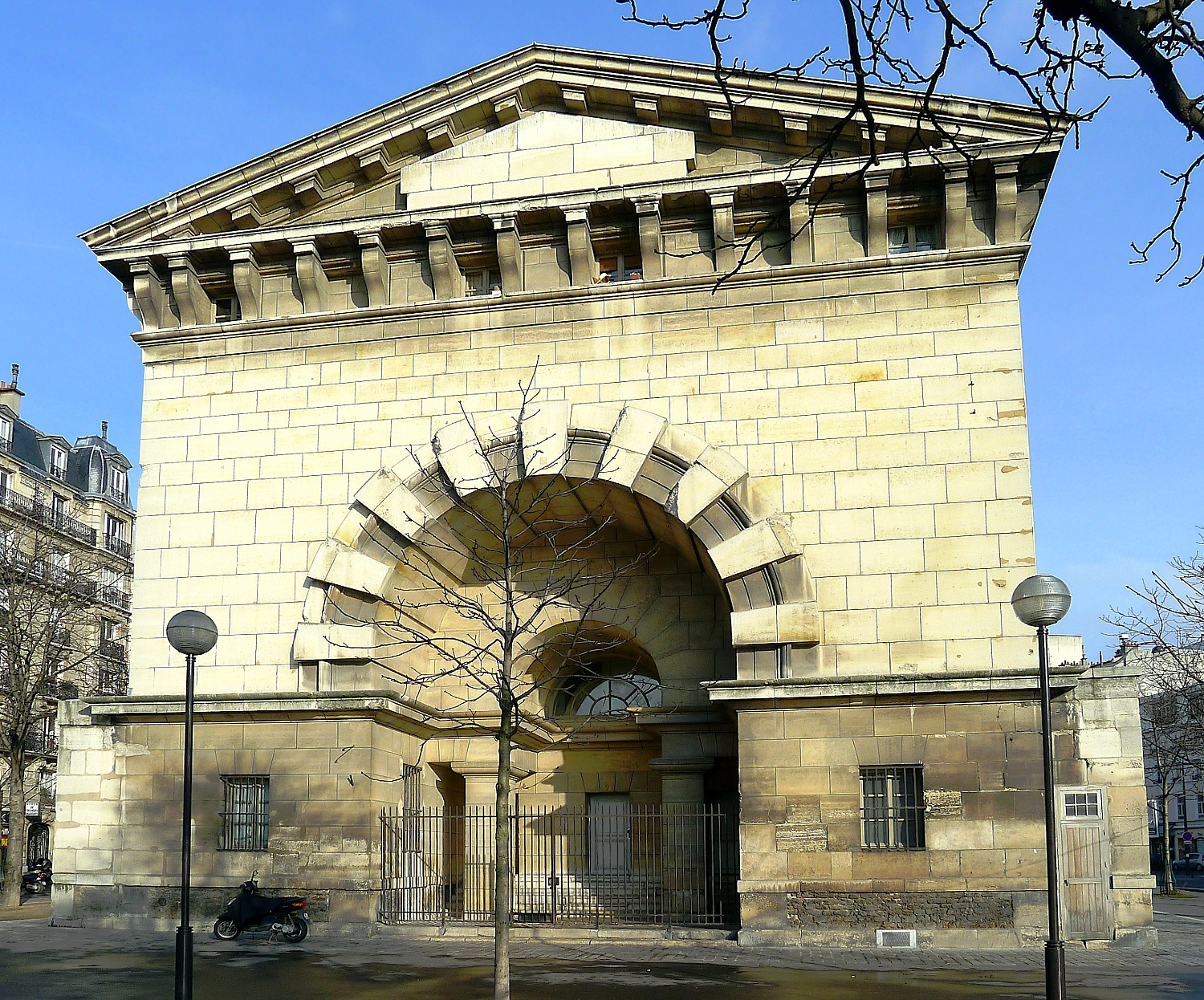
Pavillon nord (11e).
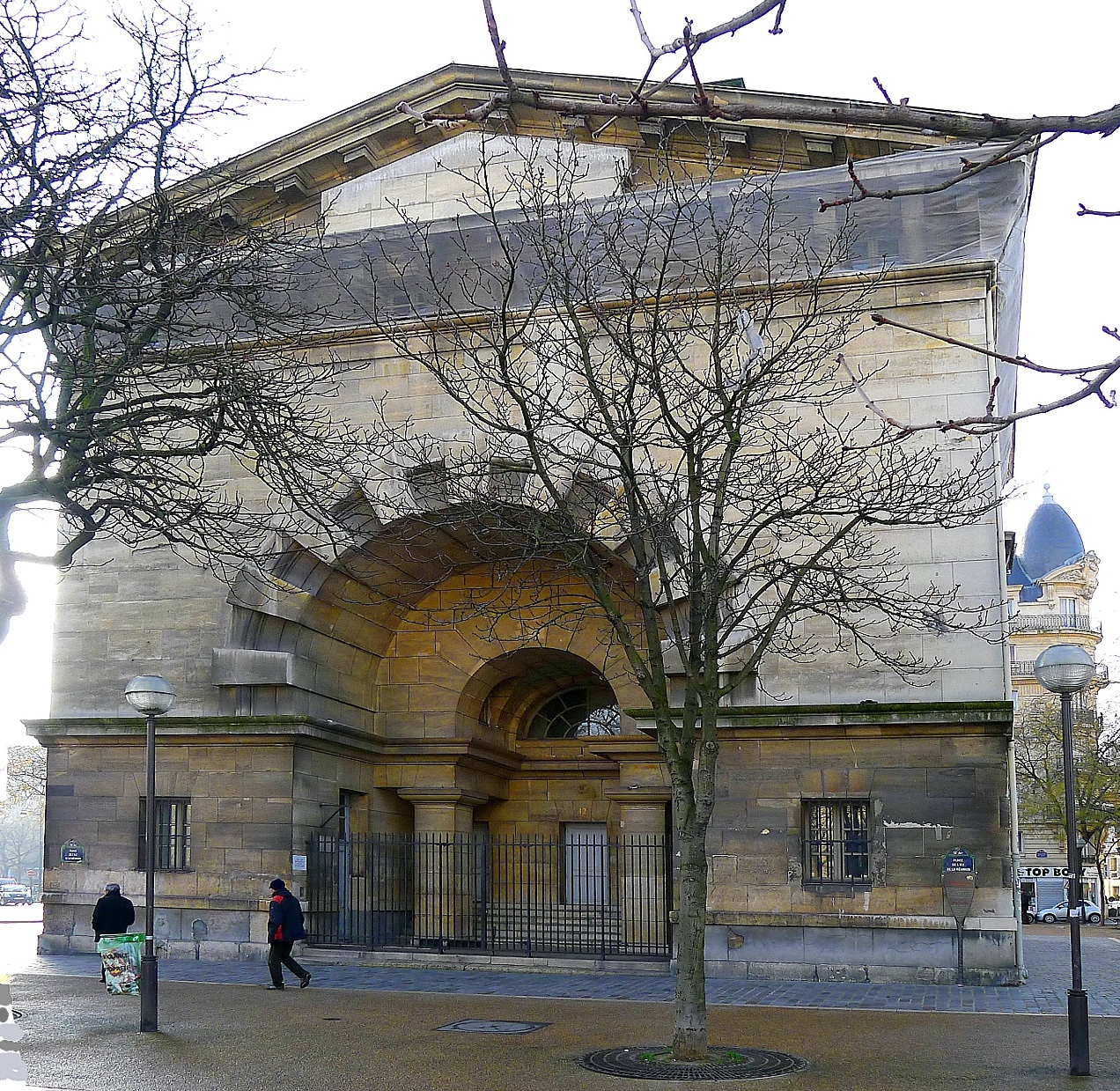
Pavillon sud (12e).